# Shahrestān-e Fīrūzābād
Shahrestān-e Fīrūzābād (persiska: شهرستان فيروزآباد, فيروزآباد) är en delprovins (shahrestan) i Iran.   Den ligger i provinsen Fars, i den centrala delen av landet, 800 km söder om huvudstaden Teheran.
Delprovinsen hade 121 417 invånare 2016.